# Юйцзюлюй Пихоуба
Юйцзюлюй Пихоуба (кит. упр. 郁久闾匹候跋, пиньинь Yùjiǔlǘ Pǐhóubá; устар. Пихуба) — шестой правитель жужаней.

## Биография
Как старший сын унаследовал восточный аймак жужаней. В это время жужани раскололись на несколько аймаков, поэтому невозможно указать точную последовательность правителей. Его брат Выньгэди жил в западном аймаке, став вассалом хуннского князя Лю Вэйчэня (劉衛辰 Liú Wèichén), который в 391 году навлёк на себя гнев вэйского Туоба Гуя.
У горы Наньчжуаншань вэйская конница уничтожила большую часть жужаней. Пихоуба и князь Уйзи собрали уцелевших и бежали в степь. Вэйцы догнали и зарубили Уцзи, Пихоуба сдался в плен.